# Yanelis Labrada
Yanelis Labrada (8 de outubro de 1981) é uma taekwondista cubana.
Yanelis Labrada competiu nos Jogos Olímpicos de 2004, na qual conquistou a medalha de prata.